# Barbacenia fulva
Barbacenia fulva är en enhjärtbladig växtart som beskrevs av Goethart och Johannes Jan Theodoor Henrard. Barbacenia fulva ingår i släktet Barbacenia och familjen Velloziaceae. Inga underarter finns listade.